# Herman Seedorff
Herman Joachim Seedorff, född 21 oktober 1832 i Tyskland, död 20 december 1875 i Stockholm, var en tysk-svensk litograf.
Seedorff inkallades till Sverige 1854 av litografen Johan Fredrik Meyer och efter tre år flyttade han  över till Axel Salmsons litografiska anstalt. Seedorff arbete uppskattades och när Salmson lämnade Sverige fick han ansvaret att leda företaget. Han kom även att gifta sig med Salmsons äldsta dotter Carolina Fredrika. Tillsammans med sin gode vän Wilhelm Schlachter öppnade man en egen litografisk anstalt 1865 under namnet Schlachter och Seedorffs litografiska institut, som senare kom att köpas upp av Centraltryckeriet. Bland deras arbeten märks bokverket Sveriges industriella etablissemang och Heinrich Neuhaus Panorama över Stockholm. Vid Centraltryckeriets brand 1875 blev Seedorff och hans tre barn innebrända i bostaden som låg över den litografiska avdelningen.